# Hannibal le Rhodien
Pour le général carthaginois de la deuxième guerre punique, voir Hannibal Barca.
Pour les articles homonymes, voir Hannibal.
Hannibal le Rhodien est un marin carthaginois du IIIe siècle av. J.-C. Navigateur habile et rusé, il est connu par le témoignage de Polybe pour avoir mis les Romains en difficulté au cours de la première guerre punique, lors du blocus maritime de Lilybée (250 av. J.-C.), avant d'être capturé par eux.

## Le Rhodien
Cet Hannibal porte le surnom de le Rhodien (Ἀννίβας ἐπικαλούμενος Ῥόδιος). L'usage de tels surnoms est bien attesté chez les Carthaginois, en particulier les surnoms ethniques. Le surnom ne signifie pas nécessairement qu'Hannibal, qui porte un nom typiquement carthaginois, était originaire de Rhodes ; il peut indiquer qu'en temps de paix Hannibal commerçait habituellement avec Rhodes et s'y rendait régulièrement ou faire référence à la réputation de la construction navale de Rhodes dont il se serait inspiré.

## Siège et blocus de Lilybée
En 250 av. J.-C., les Romains décident de lancer une opération contre la place forte carthaginoise de Lilybée (aujourd'hui Marsala), l'une des deux positions stratégiques de Carthage en Sicile occidentale, avec Drépane un peu plus au nord. Ils déploient du côté terrestre toutes les ressources de la poliorcétique de l'époque (tours de siège, béliers, sapes). Une flotte commandée par les consuls Publius Claudius Pulcher et Lucius Iunius Pullus bloque le port.
Le pouvoir central, à Carthage, prend la décision d'envoyer une armée de secours à Lilybée. Il confie une flotte de cinquante navires de transport, avec dix mille soldats, à un commandant de vaisseau du nom d'Hannibal, fils d'Hamilcar, lequel était un ami intime d'Adherbal, le général en chef des Carthaginois en Sicile. Hannibal, profitant d'un vent favorable, réussit à forcer le blocus, à entrer dans le port de Lilybée et à débarquer ses troupes ; puis, trompant à nouveau la vigilance des Romains, sa flotte s'échappe de nuit de Lilybée et Hannibal rejoint Adherbal à Drépane.
Le souci des Carthaginois était de garder le contact avec leurs troupes enfermées dans Lilybée et leur chef Himilcon. C'est alors qu'un homme du nom d'Hannibal, dit le Rhodien, un homme assez connu (τις ἀνὴρ τῶν ἐνδόξων Ἀννίβας ἐπικαλούμενος Ῥόδιος) se proposa pour entrer dans le port de Lilybée malgré le blocus et en rapporter des nouvelles. La rédaction du texte de Polybe montre clairement qu'il ne s'agit pas de la même personne qu'Hannibal, fils d'Hamilcar ; il apparaît d'ailleurs comme un armateur privé et non un commandant d'une flotte publique. Sa proposition ayant été acceptée, il arme un navire, plus rapide et mobile que les bateaux des Romains, et réussit à forcer le blocus puis à ressortir de Lilybée au nez et à la barbe des Romains. Il devait son succès à son habileté de navigateur et à sa parfaite connaissance des passes à l'abord de Lilybée. Il put ainsi narguer les assiégeants plusieurs fois, mais finalement il tomba, avec son navire, entre les mains des Romains.

## Dans la fiction
Hannibal le Rhodien apparaît dans le roman historique de Patrick Girard, Le Roman de Carthage, t.I.– Hamilcar : Le Lion des Sables (1999).